# Placówka Straży Celnej „Janowo” (Gniew)

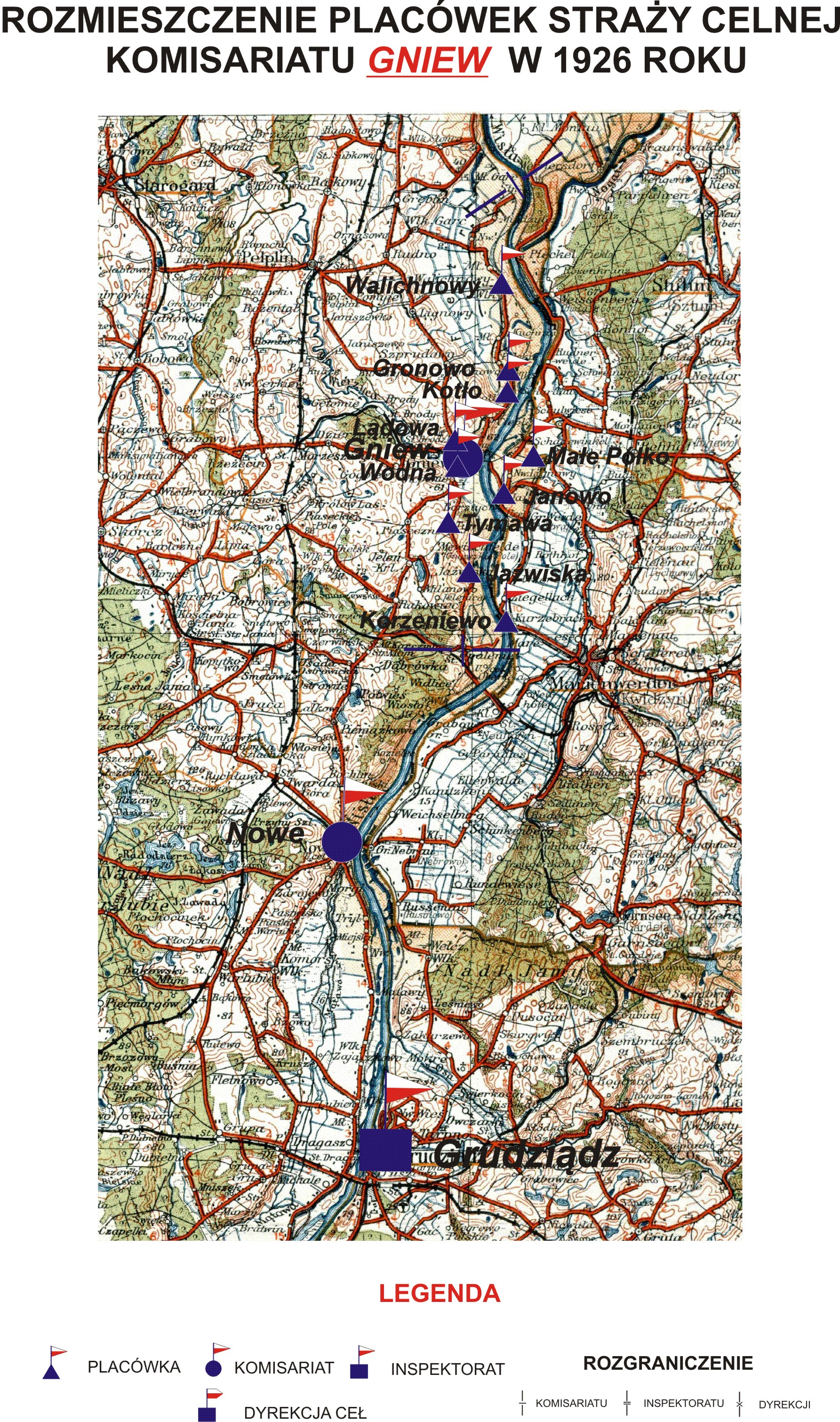
Rozmieszczenie placówek SC komisariatu 'Gniew" w 1926 r.

Placówka Straży Celnej „Janowo” – jednostka organizacyjna Straży Celnej pełniąca w okresie międzywojennym służbę ochronną na granicy polsko-niemieckiej.

## Formowanie i zmiany organizacyjne
Na wniosek Ministerstwa Skarbu, uchwałą z 10 marca 1920 roku, powołano do życia Straż Celną. Od połowy 1921 roku jednostki Straży Celnej rozpoczęły przejmowanie odcinków granicy od pododdziałów Batalionów Celnych. W 1922 roku w Gronowie stacjonował sztab 3 kompanii 16 batalionu celnego. Kompania wystawiała między innymi placówkę w Janowie. Pododdziały 16 batalionu celnego zostały zluzowane przez strażników celnych 14 marca 1922 roku o godzinie 12:00 . Proces tworzenia Straży Celnej trwał do końca 1922 roku. Placówka Straży Celnej „Janowo” weszła w podporządkowanie komisariatu Straży Celnej „Gniew” z Inspektoratu SC „Grudziądz”.
W drugiej połowie 1927 roku przystąpiono do gruntownej reorganizacji Straży Celnej. W praktyce skutkowało to rozwiązaniem tej formacji granicznej. Ochronę północnej, zachodniej i południowej granicy państwa przejęła powołana z dniem 2 kwietnia 1928 roku Straż Graniczna.

## Służba graniczna
Sąsiednie placówki
- placówka Straży Celnej „Tymanowa” ⇔ placówka Straży Celnej „Małe Pólko” – 1926[9]

## Funkcjonariusze placówki
Kierownicy placówki
| stopień          | imię i nazwisko, numer   | okres pełnienia służby | kolejne stanowisko |
| ---------------- | ------------------------ | ---------------------- | ------------------ |
| starszy strażnik | Michał Wojcieszak (2779) | był w 1926             |                    |

Obsada personalna placówki w 1926:
- starszy strażnik Michał Wojcieszak (2779)
- strażnik Jan Zborowski (2792)
- strażnik Jan Kęsik (2412)
- strażnik Franciszek Krysiak (3278)
- strażnik Józef Krajewski (3279)